# Нова зоря

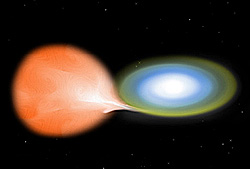
Акреція на білий карлик у тісній подвійній системі (в уявленні художника)

Нова́ зоря (в астрономії зазвичай просто Нова, від лат. Nova) — зоря, світність якої раптово збільшується в ~103—106 разів (на 7—19 зоряних величин), а потім поступово зменшується (протягом місяців чи років). Здебільшого світність збільшується в десятки тисяч разів. Спочатку вважали, що спалахує нова (раніше не існуюча) зоря, оскільки такі зорі до спалаху не спостерігалися.
З появою нових засобів спостереження (телескопів, фотографії) з'ясувалося, ці зорі існують як до, так і після спалаху, але вони дуже слабкі, принаймні недоступні для спостереження неозброєним оком. Однак у максимумі блиску світність нової порівняна зі світністю найяскравіших надгігантів — їх абсолютна зоряна величина становить −8m….−7m.
Спалах відбувається на поверхні білого карлика, що входить до складу тісної подвійної системи. Із супутника (зазвичай, гіганта або надгіганта, що заповнив свою порожнину Роша), відбувається перетікання багатої на Гідроген речовини, яка накопичується на поверхні білого карлика. Коли біля підніжжя водневого шару температура та густина зросте до рівня, достатнього для початку термоядерних реакцій, відбувається спалах, який призводить до скидання оболонки зі швидкістю близько 1000 км/с.

## Історія
Появу «нових» зір на небосхилі уважні спостерігачі помічали з давніх-давен. У східних хроніках (китайських, корейських, японських, в'єтнамських) вони фіксувалися неодноразово. Про деякі з них є згадки в європейських джерелах. Зокрема Пліній Старший стверджує, що саме поява нової зорі в сузір'ї Скорпіона (близько 134 до н. е.) спонукала Гіппарха до складання його зоряного каталогу. Заради точності слід зазначити, що деякі зі спостережуваних античними астрономами «нових» зір за сучасною класифікацією належать до наднових.
Після винайдення телескопа нових виявляли дедалі більше, починаючи з другої половини XIX сторіччя — майже щорічно. У XX сторіччі було лише п'ять років (1908, 1911, 1923, 1965 та 1966), протягом яких астрономи не зафіксували появу нових. Проте серед усіх нових XX сторіччя було лише три, які в максимумі блиску були яскравіші першої зоряної величини.
1929 року Едвін Габбл знайшов нові зорі в галактиці Андромеди. Регулярні спостереження за цією галактикою показали, що в ній щороку спалахує 25—30 нових.
У нашій Галактиці спалахи спостерігаються лише в невеликій її частині (близько сотої частки її обсягу). Вважається, що в нашій Галактиці щороку спалахує від 50 до 300 нових, але більшість із них залишається непоміченими. За незмінних темпів протягом часу існування нашої Галактики (1010 років) мало статися близько 1012 спалахів нових. Однак це число перевищує загальну кількість зір у нашій Галактиці. З цього можна зробити висновок, що нові зорі мають спалахувати повторно.
Прогрес у розумінні причин спалахів відбувся після того, як з'ясувалося, що всі детально вивчені нові входять до складу подвійних систем. Вперше такий факт встановив М. Вокер (1954) щодо Нової DQ Геркулеса, яка спалахнула 1934 року.

## Система позначень
На ранніх етапах досліджень нові — які були тимчасовими гостями на нашому небі — розглядали як унікальне явище й відділяли від змінних зір. Первинне позначення нових складається з літери лат. N, скороченої латинської назви сузір'я, у якому спостерігалася зоря, та року спостереження. Наприклад, найяскравіша нова двадцятого сторіччя (−1,1m), спалах якої зафіксовано 1918 року в сузір'ї Орла, мала позначення N Aql 1918, де Aql — скорочення від лат. Aquila (Орел). Надалі з'ясувалося, що ті нові, які доступні для спостережень у мінімумі, виявляють змінність і між спалахами, а за сучасними даними — більшість із них має спалахувати повторно.
Після Другої світової війни на всі нові було розповсюджено систему позначень змінних зір. Нова Орла 1918 року отримала позначення V603 Aql. Наразі Бюро астрономічних телеграм Міжнародного астрономічного союзу намагається надавати новим остаточні позначення в Загальному каталозі змінних зір одразу після їх відкриття.

## Класифікація
Нові утворюють окремий клас серед вибухових та новоподібних зір і поділяються на чотири підкласи:
- NA — швидкі нові, які характеризуються швидким підйомом та спадом блиску (спад на три зоряні величини після максимуму відбувається менш, ніж за 100 днів);
- NB — повільні нові (спад на три зоряні величини після максимуму триває більше 100 днів);
- NC — нові з дуже повільним розвитком, які роками залишаються в максимумі блиску й дуже повільно згасають;
- NR — повторні нові. Відрізняються тим, що у них зафіксовано не один спалах, а два (або більше) з інтервалом від 10 до 80 років.

Суттєвої різниці між швидкими та повільними новими немає, цей поділ досить умовний.
Згідно з сучасними уявленнями, всі нові мають бути повторними. Для більшості з них спостерігався лише один спалах тільки тому, що період між спалахами дуже великий.
За складом білого карлика виділяють два типи нових: «вуглецево-кисневі», з початковою масою зорі менше ~8 M☉, що пройшли стадії горіння гідрогену та гелію, залишивши багате вуглецем та киснем ядро; та «киснево-неонові», що утворилися з масивніших зір (8—10 M☉), які додатково пройшли стадію горіння вуглецю, залишивши багате киснем та неоном ядро.

## Крива блиску
Криві блиску типових нових поділяють на такі ділянки:
- Стан до спалаху.
- Стрімке початкове зростання блиску. Триває від кількох годин у найшвидших нових до трьох діб — у найповільніших.
- Зупинка (або затримка) зростання блиску, коли він приблизно на 2m менший максимального. Тривалість дуже різниться: від 1,5 до 40 діб. У найшвидших нових (наприклад, V1500 Лебедя) ця стадія практично непомітна.
- Остаточний підйом та фаза максимуму. Триває від кількох годин (у найшвидших нових) до 100 діб. У найповільніших нових може тривати роками.
- Початковий спад. Зазвичай відповідає зменшенню блиску на 3m.
- Перехідна стадія. Це може бути зміна нахилу кривої, коливання блиску або глибокий мінімум із подальшим підйомом.
- Остаточний спад. Блиск повільно зменшується до початкового рівня (до спалаху); нахил кривої менший, ніж на попередніх ділянках.

## Стадії розвитку спектра
Якщо не враховувати спектри до спалаху та після його завершення, у спектрах нових виділяють п'ять стадій:
- передмаксимальний спектр;
- головний спектр;
- дифузно-іскровий спектр;
- оріонів спектр;
- небулярний спектр.

Кожна нова спектральна стадія починається до завершення попередньої і деякий час вони спостерігаються разом.

### Спектр до спалаху
Єдиний відомий знімок спектра класичної нової до спалаху — знімок спектра V603 Орла (1918). Його дисперсія мала, а сам знімок слабкий. Розподіл енергії у неперервному спектрі схожий на такий у зорях типу А чи В, але не вдається розрізнити ніяких ліній.
Повторні нові перед спалахом мають неперервний спектр із розподілом, що вказує на високу температуру. Крім того, наявні слабкі лінії НеІІ та водню.

### Передмаксимальний спектр
Знімки спектрів під час кінцевого підйому отримано для семи нових. У більшості з них спостерігається досить розмитий спектр поглинання без сильних емісійних ліній. З наближенням до максимуму спектр поглинання зазвичай стає більш сильним та чітким, і завжди робиться більш пізнім. Усі спектри типу B швидко перетворювались на спектри типу А задовго до настання максимуму блиску. Спектри в максимумі лежать у межах від A0 до F8. Взагалі, спектри поблизу максимуму схожі на спектри зір-надгігантів, як-от α Cyg та ε Aur. Усі емісійні лінії зі збільшенням яскравості зникають у неперервному спектрі. Таким чином, у максимумі емісії видно лише Нα. Після максимуму блиску передмаксимальний спектр зберігається дуже недовго, і зникає, коли відбувається післямаксимальне перетворення.

### Головний спектр
Перехід до типового спектра нової, що складається з яскравих і темних ліній, відбувається незабаром після максимуму блиску. Це перетворення зазвичай триває приблизно 24 години.
Спектр у максимумі — це спектр надгіганта типу А чи F зі зсувом у короткохвильовий бік, який відповідає швидкості від 60 км/с (RR Pic) до 1300 км/с (V603 Aql). Лінії поодинокі, можуть бути або розмитими, або чіткими. Із початком спадання блиску з'являється друга система ліній, що мають більший зсув у короткохвильовий бік. Вона швидко підсилюється й стає спочатку рівною, а потім і перевищує за інтенсивністю передмаксимальний спектр, який у цей час послаблюється. Ця абсорбційна система являє собою головний спектр. Одночасно з його появою по всьому спектрі з'являються яскраві лінії. Найсильнішими є лінії водню й Ca II, наступні за яскравістю — Na I та Fe II. Вони симетрично розширені відносно свого нормального положення, а лінії поглинання головного спектра лежать біля їх короткохвильового краю.
Одразу після появи головного спектра в ньому починаються зміни. Деякі лінії швидко зникають, наприклад Mg II, O I, Si I, Si II. Лінії Fe II та Ti II зберігаються досить довго. Найдовше залишаються видимими лінії бальмерівської серії водню та Са ІІ. В емісійному спектрі після максимуму з'являються авроральні лінії [O I] та [N II]. Взагалі ж усі емісійні лінії неперервно послаблюються.

### Дифузно-іскровий спектр
Перш ніж головний спектр встигає значно ослабнути, з'являється нова система ліній зі зсувом у короткохвильовий бік, який вдвічі більший, ніж зсув головного спектра (550—950 км/с у DQ Her та 2200 км/с у V603 Aql). Цей дифузно-іскровий спектр спочатку складається з широких розмитих ліній водню, Ca II, Mg II, Fe I, Na I, O I.
Повільні нові зазвичай мають багатший дифузно-іскровий спектр, у якому спостерігаються лінії Ti II і Cr II. Дифузно-іскрова система досягає найбільшої яскравості, коли блиск зорі стає на 2m меншим за максимальний, а потім слабшає. Лінії цієї системи за інтенсивністю, особливо у повільних нових, значно сильніші за лінії головного спектра; у деяких швидких нових у дифузно-іскровому спектрі були помітні лише лінії водню. У найшвидших нових дифузно-іскровий спектр існує лише кілька днів, а у повільних — декілька тижнів. Під час його зникнення лінії зазвичай стають різкими та розпадаються на компоненти. При цьому деякі компоненти можуть зникати і знов з'являтися, крім того, іноді бувають помітні їх швидкі зсуви. Флуктуації блиску цих нових зазвичай супроводжуються сильними змінами в інтенсивності й положенні ліній поглинання дифузно-іскрового спектра. Найсильніші лінії поглинання цієї системи супроводжуються емісією. Як і смуги головного спектра, емісійні лінії дифузно-іскрового спектра симетрично розширені, і лінії поглинання лежать поблизу їх короткохвильового краю. Під час найбільшої інтенсивності смуги водневої емісії дифузно-іскрового спектра можуть зрівнятися за яскравістю зі смугами головного спектра. Характер дифузно-іскрового спектра свідчить про наявність турбулентності або великого розкиду у швидкостях.
При зникненні цієї системи ліній передусім зникає лінія Mg II, а водневі лінії перестають спостерігатися, коли блиск стає на 3m меншим за максимальний.

### Оріонів спектр

#### Рання стадія
Приблизно в момент найбільшої інтенсивності дифузно-іскрового спектра починають з'являтися лінії поглинання Не І, N II, O II зі зсувом, зазвичай рівним зсуву ліній дифузно-іскрового спектра, але часто — значно більшим. Іноді з'являються водневі лінії з таким самим зсувом. У V603 Aql швидкість, що відповідала оріоновому спектру, становила 2700 км/с, тоді як швидкість за дифузно-іскровим спектром була 2200 км/с. Оріонів спектр поглинання досягає максимальної інтенсивності приблизно в той час, коли зникає дифузно-іскровий спектр. Лінії оріонового спектра дещо розмиті, на відміну від ліній дифузно-іскрового спектра вони з часом не стають більш різкими й у більшості нових не розщеплюються на компоненти. Коли оріонів спектр досягає максимуму інтенсивності, особливо виділяються численні групи ліній N II i O II.
Лінії поглинання оріонового спектра супроводжуються розмитими й безструктурними лініями випромінення. Найбільше виділяється широка смуга з центром біля 464 нм, яка в момент появи, скоріше за все, є блендою ліній N II i O II, але пізніше, коли збудження збільшується, вони поступаються місцем лініям N III. Ще пізніше, розмита емісійна смуга на цій ділянці зумовлена, ймовірно, N V. Взагалі, розпливчаста оріонова емісія більш характерна для повільних нових, ніж для швидких, у яких ширина смуг настільки велика, що вони мають малий контраст на тлі неперервного спектра. Оріонові лінії зазнають великих зсувів, які корелюють із повторними змінами блиску.

#### Стадія 4640
Численні лінії N II і O II поступово зникають і з'являються дві лінії N III (λ4097 і λ4103) й одночасно з ними — широкі розмиті емісійні смуги поблизу λ4640 і λ4100. З моменту їх появи (блиск у цей час на 3,5m менший за максимальний) нова вступає в стадію 4640. До цього часу дифузно-іскровий спектр зникає, а від головного абсорбційного спектра залишаються лише водневі лінії. Стадія 4640 приблизно збігається за часом із перехідним періодом на кривій блиску. У цей час спектр із зоряного перетворюється на небулярний.

### Небулярна стадія
Зі зменшенням блиску нової збудження за лініями головного емісійного спектра зростає, а будова головного спектра змінюється. Дуже рано з'являються заборонені лінії О І та N II. Лінії Не І, N II, N III та Не ІІ при появі мають таку ж ширину й структуру, як і лінії водню. Коли зникає дифузійна смуга N III поблизу λ4640, що пов'язана з оріоновим спектром, стають помітними смуги головного спектра, зумовлені випромінюванням того самого N III. Коли блиск стає на 4m меншим за максимальний, вперше стають помітними емісійні лінії [O III] і [Ne III]. Вони посилюються порівняно з дозволеними лініями, аж поки не стають найяскравішими (відносно інших ліній, адже в цілому яскравість зменшується). Небулярна стадія розвивається повністю, коли блиск стає на 7m меншим за максимальний. Спектр нової в цей час дуже схожий на спектр планетарної туманності, за винятком ширини ліній. Однак від одної нової до іншої спостерігаються значні відмінності, які не можна пояснити неповнотою даних або різницею у збудженнях.

### Спектр після спалаху
Якщо під час небулярної стадії застосувати довгі експозиції, ціною великої перетримки сильних небулярних емісійних ліній можна отримати на знімку неперервний спектр. Спектрограми нових та їх небулярних оболонок, що розширюються, показують, що емісійні смуги утворюються головним чином в оболонці, яка розлітається, тоді як неперервний спектр випромінюється центральною зорею. Оскільки туманність продовжує слабшати, її випромінювання, накладене на неперервний спектр, стає все менш інтенсивним, і врешті решт залишається лише спектр зорі.
Неперервний спектр нових у мінімумі й поблизу нього сягає далеко в ультрафіолетовий бік, що вказує на високу температуру зорі. Деякі спектри мають широкі лінії поглинання, схожі на лінії поглинання в білих карликів (нові WZ Sge, DI Lac). У спектрах деяких нових не вдається знайти ні ознак емісії, ні поглинання. Однак, багато нових мають відносно вузькі емісійні лінії водню, Не ІІ і С ІІІ. Ширина цих ліній становить 10—20 ангстрем.

## Фізичні процеси
На ранніх стадіях спалаху спектральні лінії зсуваються у фіолетовий бік, що свідчить про швидке розширення оболонки. Збільшення світності відбувається за рахунок збільшення поверхні, втім, оболонка залишається непрозорою. Внаслідок розширення густина оболонки зменшується. Нова досягає максимуму блиску коли оболонка стає прозорою для випромінювання з глибших і гарячіших шарів.
Після цього поряд із лініями поглинання (які утворюються в оболонці) з'являються інші системи ліній:
- від пізніших викидів, які мають більшу швидкість та наздоганяють основну оболонку;
- від інших частин оболонки, які не проєктуються на зорю й стали помітними внаслідок часткової прозорості оболонки. Їх світіння в емісійних лініях зумовлено ударами енергетичних електронів.

На пізніших стадіях утворюється типовий спектр газової туманності: порівняно яскраві емісійні лінії іонів (OIII, HeII, NeIII, CIV) зумовлені поглинанням в оболонці ультрафіолетової складової, яка випромінюється зорею, та перевипромінюванням, яке відбувається переважно у видимому світлі. Внаслідок взаємодії оболонки з потоками газу, що наздоганяють її, та з міжзоряним середовищем оболонка стає неоднорідною. Ця неоднорідність зростає з часом.
Оболонка поступово розширюється, слабне й врешті-решт зливається з міжзоряним середовищем.

## Механізм спалаху

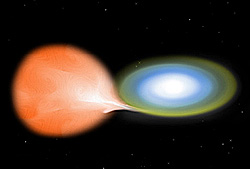
Схематичний процес акреції на білий карлик багатої на водень речовини зорі-супутника

Наразі астрономи практично не мають розбіжностей щодо фізичних процесів спалаху нових. Вважається, що спалах відбувається на поверхні білого карлика, що входить до тісної подвійної системи. Білий карлик — це зоря, що майже позбавлена термоядерного палива: її водень вже «вигорів» у процесі еволюції. Проте коли з сусідньої компоненти (зазвичай, гіганта або надгіганта, що заповнює свою порожнину Роша), відбувається перетікання речовини, це призводить до накопичення багатої на водень речовини на поверхні білого карлика. Коли біля підніжжя водневого шару температура та густина зросте до рівня, достатнього для початку термоядерних реакцій (вважається що для цього на поверхні білого карлика має накопичитися близько 1030 г багатої на водень речовини), «воднева бомба» на поверхні білого карлика вибухає.
Вибухоподібний характер спалаху пояснюється тим, що електронний газ на поверхні білого карлика перебуває у виродженому стані. Після досягнення температури кілька мільйонів Кельвінів розпочинаються ядерні реакції водневого циклу, які призводять до розігрівання водневого шару. За звичайних умов це призвело б до збільшення тиску та розширення зорі, що викликало б зменшення густини та, відповідно, швидкості ядерних реакцій — система досягла б рівноваги. Проте у виродженому стані речовини збільшення температури не призводить до збільшення тиску, й розширення не відбувається. Однак швидкість перебігу ядерних реакцій зростає з температурою, виділення енергії збільшується й температура зростає ще більше — реакція стає ланцюговою. Коли температура сягає 15—18 млн K розпочинаються ядерні реакції вуглецево-азотного циклу. Зростання енерговиділення триває доки не відбудеться зняття виродженого стану (за температури понад 100 млн. K[джерело?]). Тоді оболонка стрімко розширюється.
Спалах нової спричиняє скидання оболонки (зі швидкістю близько 1000 км/сек), яку згодом іноді можна спостерігати у вигляді туманності. Маса скинутої оболонки — менше 0,001 маси Сонця. Отже, спалахнувши, зоря не руйнується повністю. Після скидання оболонки можливий процес її повторного накопичення. Таким чином, спостережувана кількість спалахів у нашій Галактиці (1012) може бути пояснена існуванням порівняно невеликої кількості (~109) тісних подвійних.

## Ядерні процеси в нових зорях
На початку спалаху нової, домінують реакції протон-протонного циклу.
Коли температура досягає 15—18 млн K основної ролі набувають реакції CNO-циклу:
(12C(p, γ) → 13N(β+) → 13C(p, γ) → 14N(p, γ) → 15O).
Із підвищенням температури, час захоплення протона ядром 13N стає меншим, ніж час відповідної реакції β-розпаду, що призводить до збільшення кількості реакцій гарячого CNO-циклу, як-от[джерело?]:
- 13N(p, γ) →14O,
- 14N(p, γ) →15O,[сумнівно — обговорити]
- 16O(p, γ) →17F.

Коли температура перевищує ∼2·107 K, в оболонці білого карлика знімається виродження електронного газу й починається конвекція, яка переносить синтезовані в ході CNO-циклу нестабільні 13N, 14, 15O і 17F до зовнішніх холодніших шарів оболонки. Енергія від їх β-розпаду іде на розширення і скидання оболонки. Крім того, великий вміст 13N, 14,15O і 17F, синтезованих під час спалаху, призводить до підвищеного вмісту 13C, 15N і 17O в скинутій оболонці.
У спалаху нової зорі також синтезуються ізотопи інших хімічних елементів із масовим числом A < 40, які пов'язані сотнями різних реакцій. Переважно під час спалаху відбуваються реакції приєднання протона і β-розпаду, без помітного впливу реакцій захоплення нейтронів чи α-частинок.
Гідродинамічні моделі спалаху й спостереження за хімічним складом скинутих оболонок вказують на те, що ланцюжки реакцій у новій зорі доходять до 40Ca, а важчі елементи в них не синтезуються.